# Nine Lives (album Aerosmith)
Nine Lives è il dodicesimo album in studio della gruppo musicale statunitense Aerosmith, pubblicato il 18 marzo 1997 dalla Columbia Records.

## Descrizione
L'album è stato prodotto dagli Aerosmith con la collaborazione di Glen Ballard e Kevin Shirley ed è stato il primo lavoro in studio del gruppo pubblicato dalla Columbia Records dai tempi di Rock in a Hard Place del 1982. È stato il secondo disco consecutivo (e finora ultimo) del gruppo a raggiungere il primo posto della Billboard 200 negli Stati Uniti d'America. Uno dei singoli estratti dall'album, Pink, è stato premiato con un Grammy Award alla miglior performance rock di un duo o un gruppo.
Nel 1998 l'album è stato ristampato con l'inserimento della traccia bonus I Don't Want to Miss a Thing, estratta dalla colonna sonora del film Armageddon - Giudizio finale dello stesso anno. L'edizione giapponese dell'album contiene la traccia Fall Together in più al numero 13.

## Controversie
La copertina originale dell'album, disegnata dal graphic designer austriaco Stefan Sagmeister, presentava un disegno raffigurante una divinità indiana, il dio Krishna, con faccia da gatto e corpo femminile. La copertina offese alcuni esponenti della comunità hindu e l'etichetta discografica (insieme alla band) decise di ripubblicare l'album con una nuova copertina che mostra una figura umana con la testa di gatto su una ruota da lanciatore di coltelli. Anche la decorazione del CD originale ha creato scalpore, in quanto, intorno al disco, presentava diverse posizioni del Kāma Sūtra; anche questo è stato sostituito da quello che si trova oggi in commercio, assieme alla nuova copertina.

## Gioco per computer
Nel CD è presente un gioco per computer; è come Quest for Fame, ma con nuove canzoni provenienti da Nine Lives, dove è possibile suonare la chitarra o la batteria tramite la tastiera del PC, oppure tramite il VPic. È inoltre possibile vedere tutti i testi delle canzoni.

## Tracce
1. Nine Lives – 4:02 (Steven Tyler, Joe Perry, Marti Frederiksen)
2. Falling in Love (Is Hard on the Knees) – 3:26 (Steven Tyler, Joe Perry, Glen Ballard)
3. Hole in My Soul – 6:10 (Steven Tyler, Joe Perry, Desmond Child)
4. Taste of India – 5:53 (Steven Tyler, Joe Perry, Glen Ballard)
5. Full Circle – 5:00 (Steven Tyler, Taylor Rhodes)
6. Something's Gotta Give – 3:37 (Steven Tyler, Joe Perry, Marti Frederiksen)
7. Ain't That a Bitch – 5:25 (Steven Tyler, Joe Perry, Desmond Child)
8. The Farm – 4:28 (Steven Tyler, Joe Perry, Mark Hudson)
9. Crash – 4:26 (Steven Tyler, Joe Perry, Mark Hudson)
10. Kiss Your Past Good-Bye – 4:32 (Steven Tyler, Mark Hudson)
11. Pink – 3:55 (Steven Tyler, Richard Supa, Glen Ballard)
12. Falling Off – 3:03 (Steven Tyler, Joe Perry, Marti Frederiksen)
13. Attitude Adjustment – 3:45 (Steven Tyler, Joe Perry, Marti Fredriksen)
14. Fallen Angels – 8:18 (Steven Tyler, Joe Perry, Richard Supa)

## Formazione
Gruppo
- Steven Tyler – voce, armonica
- Joe Perry – chitarra
- Brad Whitford – chitarra
- Tom Hamilton – basso
- Joey Kramer – batteria

Altri musicisti
- John Webster – tastiera
- Ramesh Mishra – sarangi

## Classifiche
| Classifica (1997) | Posizione massima |
| ----------------- | ----------------- |
| Australia         | 13                |
| Austria           | 2                 |
| Belgio (Fiandre)  | 11                |
| Belgio (Vallonia) | 5                 |
| Canada            | 2                 |
| Danimarca         | 4                 |
| Europa            | 2                 |
| Finlandia         | 1                 |
| Francia           | 5                 |
| Germania          | 3                 |
| Giappone          | 3                 |
| Italia            | 7                 |
| Norvegia          | 6                 |
| Nuova Zelanda     | 14                |
| Paesi Bassi       | 17                |
| Regno Unito       | 4                 |
| Spagna            | 5                 |
| Stati Uniti       | 1                 |
| Svezia            | 3                 |
| Svizzera          | 3                 |